# Jebed Utara
Jebed Utara is een bestuurslaag in het regentschap Pemalang van de provincie Midden-Java, Indonesië. Jebed Utara telt 6867 inwoners (volkstelling 2010).